# Major League - La squadra più scassata della lega
Major League - La squadra più scassata della lega (Major League) è un film del 1989 diretto da David S. Ward.

## Trama
La squadra di baseball dei Cleveland Indians sta per iniziare la stagione. Al raduno precampionato si ritrovano vecchi e nuovi giocatori: fra questi il ricevitore veterano Jake Taylor, afflitto da problemi al ginocchio; il giovane lanciatore Rick "Wild Thing" Vaughn, pregiudicato per reati comuni e, come si scoprirà nel corso della stagione, miope; Willie Mays Hayes, scadente nella battuta ma velocissimo nella corsa; il  cubano Cerrano, adepto ai riti vudù, potente battitore ma vulnerabilissimo sulle palle curve; l'ormai in declino Roger Dorn, più concentrato sulle operazioni finanziarie che sul gioco, ed altri elementi di non eccelse qualità. Ad allenarli è chiamato Lou Brown, un attempato coach con qualche esperienza nelle serie minori.
La campagna acquisti dei giocatori è stata decisa da Rachel Phelps, vedova ed ereditiera del precedente proprietario, con lo scopo segreto di perdere tutte le partite ed avere una media-spettatori risibile, in modo da poter trasferire la squadra a Miami dopo aver rescisso il contratto con la città di Cleveland senza pagare penali.
All'inizio della stagione sembra che il piano di Rachel funzioni, ma Brown la scopre e ne informa i giocatori. Inizia allora una battaglia tra la squadra, che inizia a giocare davvero bene, e la proprietaria.
Tra allenamenti, vittorie e stratagemmi per giocare sempre meglio, ognuno trova una direzione anche nella vita privata, che a volte si scontra con quella di altri: la moglie di Dorn fa pagare al marito una scappatella andando a letto con Rick; Taylor cerca di far tornare con sé l'ex moglie Lynn, che dopo i suoi molteplici tradimenti non vuole più saperne di lui; gli altri trovano più o meno la loro natura da giocatori. Anche il pubblico, che inizialmente si era disamorato per gli scarsi risultati, si riavvicina alla squadra sostenendola calorosamente in un finale di stagione in crescendo.
Alla fine gli Indians vincono inaspettatamente il campionato, sconfiggendo nella serie finale i favoriti New York Yankees.

## Retroscena
Il film apre con un montaggio delle aree industriali di Cleveland e come sottofondo la canzone Burn On di Randy Newman, dedicata alla notte in cui l'inquinatissimo fiume Cuyahoga prese fuoco. I registi hanno scelto i Cleveland Indians come esempio di un famoso marchio, perché i veri Indians hanno avuto una storia molto simile: la squadra è stata bersaglio di molti scherzi e si adatta perfettamente alla premessa del film.
Mentre non è noto se ci fosse una qualsiasi presa ispirazione da questa fonte, il tentativo di un proprietario di creare la peggior squadra possibile è stato realmente fatto con la squadra di baseball di Cleveland nel 1899. In quell'anno, Frank Robison, proprietario dei Cleveland Spiders, trasferì tutti i giocatori migliori degli Spiders ad un'altra squadra che aveva simultaneamente acquistato (possedere più di una squadra era permesso nel baseball in quel periodo), trasformando così gli Spiders in una squadra di seconda categoria. Fu, apparentemente, un'azione contro i sostenitori di Cleveland dopo molti anni di delusioni. Non vi fu alcun finale cinematografico: nel 1899 i Cleveland Spiders raccolsero 20 vittorie e 134 sconfitte, la peggiore stagione nella storia del baseball.

## Sequel
Il film ha un sequel, Major League - La rivincita, girato sempre dello stesso regista, ambientato un anno dopo il primo, ma girato 5 anni dopo.